# فخر أباد (درميان)
فخر أباد (بالفارسية: فخرآباد) هي مستوطنة تقع في إيران في قسم درمیان الريفي.